# Françoise d'Amboise
Françoise d'Amboise ou Francisca de Ambósia (Castelo de Thouars, 29 de maio de 1427 – Nantes, 14 de novembro de 1485) foi uma religiosa carmelita francesa.

## Vida e obras
Aos quinze anos casou-se com Pedro II, duque da Bretanha. Depois da morte do marido (1457), e tendo conversado muito com o beato João Soreth, prior geral dos carmelitas, tomou o hábito da ordem no Mosteiro de Bordón, que ela mesma tinha fundado. Mais tarde mudou-se para o Mosteiro de Nantes, também fundado por ela. No exercício do cargo de priora, alimentava o espírito das suas irmãs com sábias exortações.
É considerada fundadora da Monjas Carmelitas na França. O seu culto litúrgico foi aprovado pelo Papa Pio IX em 1863. Sua festa é celebrada dia 5 de novembro.